# Пролейка
Пролейка (чув. Пролейка) — село в Елховском районе Самарской области Российской Федерации. Входит в состав сельского поселения Елховка.

## География
Пролейка расположена на севере Самарской области. Через село проходит автодорога Ульяновск — Самара.

## История
Дата основания — 1745 год.
В 1780 году, при создании Симбирского наместничества, деревня Пролейка, при речке Пролейке, экономических крестьян, вошла в состав Самарского уезда.

## Население

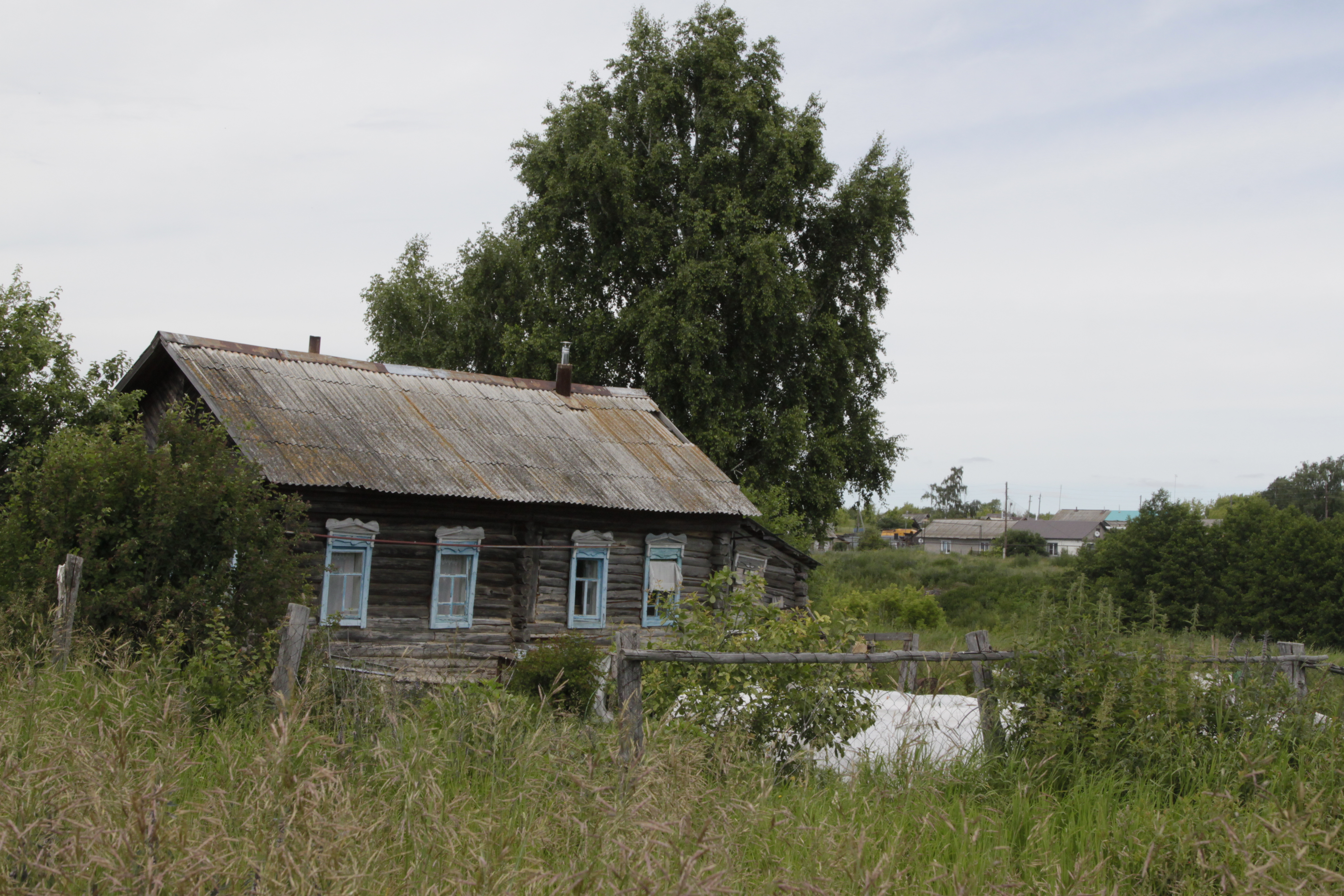
Село Пролейка

По данным районной администрации, на 01.07.2020 года в селе зарегистрировано 214 человек, однако фактически в нём проживает вдвое меньше.
| 2010 |
| ---- |
| 217  |

В 1780 году — 34 экономических крестьян.